# Giovanni Paolo Oliva

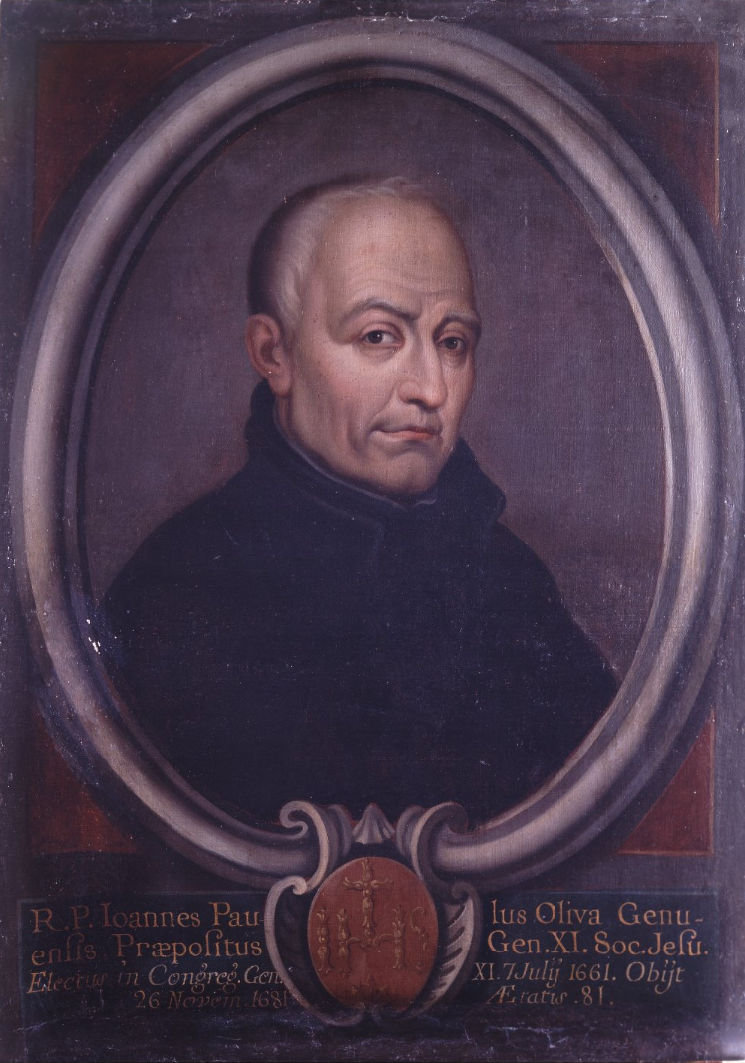
Giovanni Paolo Oliva, S.I.

Giovanni Paolo Oliva (Genova, 4 ottobre 1600 – Roma, 26 novembre 1681) è stato un gesuita italiano, Preposito Generale dell'ordine dal 31 luglio 1664 alla morte.

## Biografia
Già vicario generale della Compagnia dal 1661, il suo generalato fu turbato dalla polemica sul quietismo, dalla questione dei riti cinesi, dall'accusa di lassismo lanciata contro l'ordine e dal fatto che in Francia numerosi gesuiti sostenevano le prerogative reali contro le rivendicazioni papali e difendevano i privilegi gallicani del clero.